# Gerd Nagel
Gerd Nagel (né le 22 octobre 1957 à Sulingen) est un athlète allemand, spécialiste du saut en hauteur.

## Biographie
Il se classe troisième des Championnats d'Europe de 1982, derrière l'Est-allemand Dietmar Mögenburg et le Polonais Janusz Trzepizur, avec la marque de 2,24 m. Il remporte par ailleurs deux médailles lors des Championnats d'Europe en salle : l'argent en 1983 et le bronze en 1990.
Vainqueur des Championnats d'Allemagne de l'Ouest en 1979, ses records personnels sont de 2,35 m en plein air (1988) et 2,36 m en salle (1989).

### Palmarès
| Date | Compétition                    | Lieu     | Résultat | Performance |
| ---- | ------------------------------ | -------- | -------- | ----------- |
| 1979 | Universiade                    | Mexico   | 1er      | 2,28 m      |
| 1981 | Universiade                    | Bucarest | 3e       | 2,25 m      |
| 1981 | Coupe du monde des nations     | Rome     | 2e       | 2,26 m      |
| 1982 | Championnats d'Europe          | Athènes  | 3e       | 2,24 m      |
| 1983 | Championnats d'Europe en salle | Budapest | 2e       | 2,30 m      |
| 1985 | Universiade                    | Kōbe     | 3e       | 2,26 m      |
| 1990 | Championnats d'Europe en salle | Glasgow  | 3e       | 2,30 m      |

### Records
| Épreuve         | Épreuve   | Performance | Lieu     | Date         |
| --------------- | --------- | ----------- | -------- | ------------ |
| Saut en hauteur | Plein air | 2,35 m      | Forbach  | 7 août 1988  |
| Saut en hauteur | Salle     | 2,36 m      | Sulingen | 17 mars 1989 |